# Österreichischer Bauherrenpreis 2023
Mit dem Österreichischen Bauherrenpreis der Zentralvereinigung der Architekten Österreichs wurden im Jahr 2023 die folgenden Projekte ausgezeichnet:
| Realisierung                                                             | Bauherr | Planer |
| ------------------------------------------------------------------------ | --- | --- |
| Wiederbelebung Altstadt Hohenems Vorarlberg Marktstraße und Harrachgasse | Markus Schadenbauer der Schadenbauer Projekt- und Quartierentwicklungs GmbH, Stadt Hohenems mit Bürgermeister Dieter Egger                                               | –2022 Nägele Waibel, IMGANG Architekten, ma.lo ZT GmbH mit Michael Egger Freiraumgestaltung, Bernardo Bader Architekten, Georg Bechter Architektur + Design, HEIN Architekten |
| kärnten.museum Klagenfurt Kärnten                                        | Amt der Kärntner Landesregierung LIM Reinhard Bachl, Johannes Ragger, Abt 14 Kunst und Kultur Igor Pucker; Landesmuseum Kärnten mit Wolfgang Muchitsch, Caroline Steiner | 2016–2022 Winkler+Ruck Architekten Klagenfurt, Ferdinand Certov Architekten Graz                                                                                              |
| Wohnbebauung Marburgerhöfe Graz Steiermark                               | STP Wohnungserrichtungs- und Immobiliengesellschaft m. b. H. Graz mit Dennis Lin, Stefan Stolitzka                                                                       | 2016–2022 balloon architekten ZT-OG – Rampula Gratl Wohofsky, Projektleitung Andreas Gratl Graz, koala landschaftsarchitektur Köflach, Wendl ZT GmbH Graz Tragwerksplanung    |

Aus 110 Einreichungen wurden 25 Projekte durch die Nominierungsjurien in den Bundesländern ausgewählt. Daraus ermittelte die Hauptjury, bestehend aus Regula Harder, Architektin bei Harder Spreyermann Architekten in Zürich, Angelika Fitz, Direktorin AzW, und Florian Nagler, Architekt bei Nagler Architekten in München und Professor für Entwerfen an der TU München, die drei Preisträger.